# Paratikhinella
Paratikhinella es un género de foraminífero bentónico de la subfamilia Paratikhinellinae, de la familia Paratikhinellidae, de la superfamilia Moravamminoidea, del suborden Fusulinina y del orden Fusulinida. Su especie tipo es Tikhinella cannula. Su rango cronoestratigráfico abarca desde el Frasniense (Devónico superior) hasta el Avoniense (Carbonífero inferior).

## Clasificación
Paratikhinella incluye a las siguientes especies:
- Paratikhinella cannula †
- Paratikhinella carbonica †
- Paratikhinella gracilis †
- Paratikhinella hamatilis †
- Paratikhinella insolita †
- Paratikhinella irregularis †
- Paratikhinella priapus †